# ناأويوكي شيميزو
ناأويوكي شيميزو (باليابانية: 清水直行؛ بالكانا: しみず なおゆき) هو لاعب كرة قاعدة ياباني، ولد في 24 نوفمبر 1975 في Shimogyō-ku, Kyoto ‏ في اليابان.

## وصلات خارجية
- ناأويوكي شيميزو على موقع الدوري الياباني لكرة القاعدة (الإنجليزية)
- ناأويوكي شيميزو على موقعبيزبول رفرنس.كوم (الدوري الثانوي) (الإنجليزية)
- ناأويوكي شيميزو على موقع أوليمبيديا (الإنجليزية)